# Arthur B. Jenks

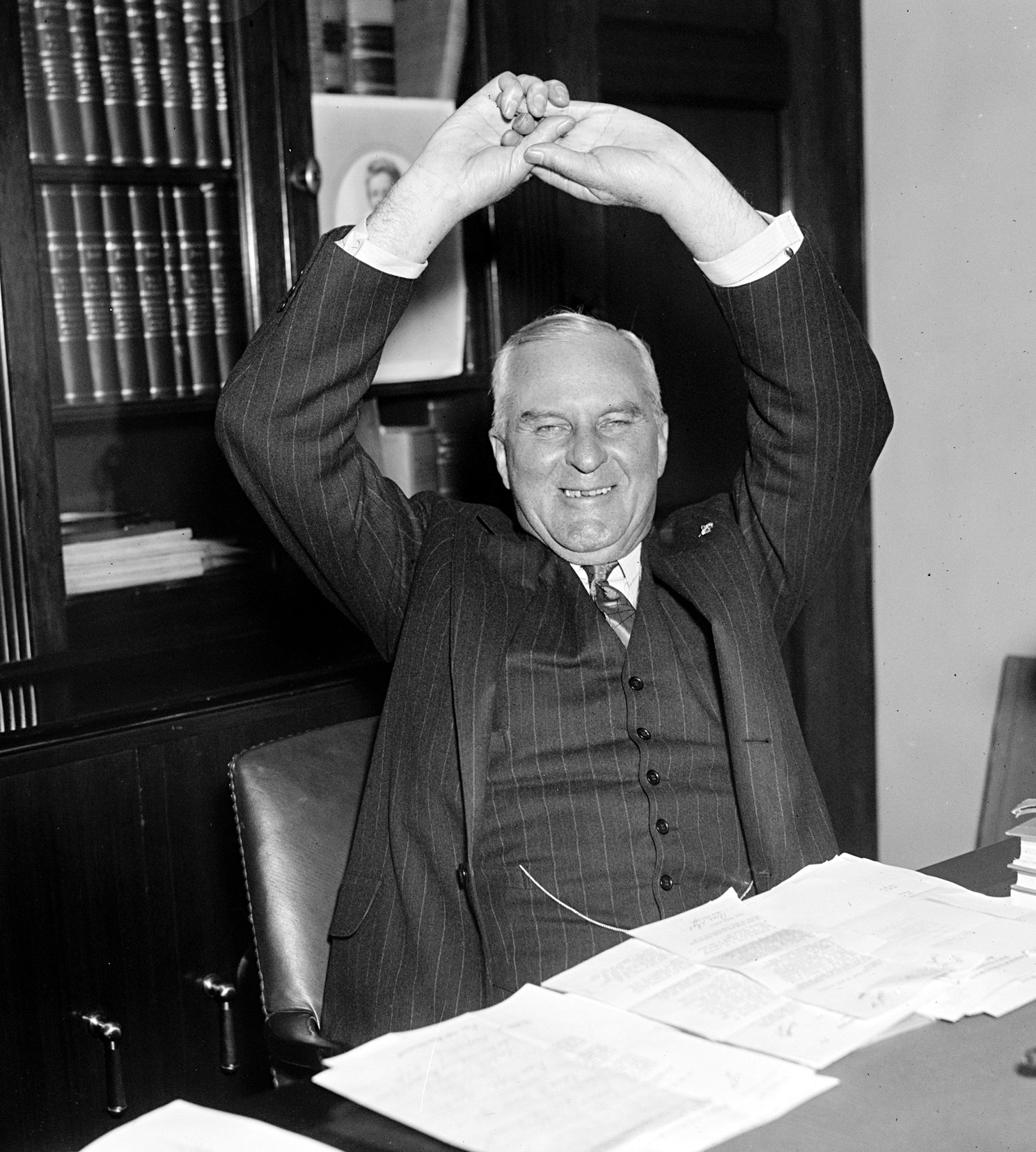
Arthur B. Jenks (1936)

Arthur Byron Jenks (* 15. Oktober 1866 in West Dennis, Barnstable County, Massachusetts; † 14. Dezember 1947 in Manchester, New Hampshire) war ein US-amerikanischer Politiker. Zwischen 1937 und 1938 sowie nochmals von 1939 bis 1943 vertrat er den Bundesstaat New Hampshire im US-Repräsentantenhaus.

## Werdegang
Arthur Jenks besuchte die öffentlichen Schulen seiner Heimat und arbeitete ab 1881 als Schuhmacher. Diesem Beruf blieb er auch später verbunden. Zwischen 1902 und 1930 war er in der Schuhindustrie in Manchester involviert. Seit 1917 war er in derselben Stadt auch im Bankgeschäft tätig.
Jenks war Mitglied der Republikanischen Partei. Im Jahr 1934 kandidierte er erstmals erfolglos für den Kongress. 1936 und 1940 war er Delegierter zu den jeweiligen Republican National Conventions. Bei den Kongresswahlen des Jahres 1936 wurde er im ersten Distrikt von New Hampshire in das US-Repräsentantenhaus in Washington gewählt, wo er am 3. Januar 1937 die Nachfolge des Demokraten William Nathaniel Rogers antrat. Seine Wahl wurde aber von seinem Gegenkandidaten Alphonse Roy angefochten. Nachdem diesem Einspruch stattgegeben worden war, musste Jenks sein Mandat am 9. Juni 1938 an Roy abtreten. Da er aber 1938 erneut in den Kongress gewählt wurde, konnte er am 3. Januar 1939 Roy wieder aus dem Parlament verdrängen. Nach einer Wiederwahl im Jahr 1940 absolvierte Arthur Jenks bis zum 3. Januar 1943 zwei zusammenhängende Legislaturperioden im Kongress. Diese Zeit war seit dem 7. Dezember 1941, dem Tag des japanischen Angriffs auf Pearl Harbor, von den Ereignissen des Zweiten Weltkrieges überschattet.
Im Jahr 1942 sowie auch im Jahr 1944 wurde Jenks von seiner Partei nicht mehr für eine weitere Amtszeit nominiert. In den folgenden Jahren bis zu seinem Tod im Jahr 1947 arbeitete er als Bankier in Manchester.